# Stazione di Rosolini
La stazione di Rosolini è una stazione ferroviaria posta sulla linea Caltanissetta Xirbi-Gela-Siracusa. Serve il centro abitato di Rosolini.
L'edificio viaggiatori ospita attività ricettive e ristorative.

## Storia
La stazione di Rosolini entrò in servizio il 23 dicembre 1891, all'attivazione del tronco ferroviario da Noto a Modica.